# Carlota Olcina
Carlota Olcina (n. Sabadell, de la provincia de Barcelona, 21 de junio de 1983) es una actriz española conocida por su participación en diversas series de televisión entre las que destacan El cor de la ciutat, Amar en tiempos revueltos y Merlí.

## Biografía
Nacida en el barrio de La creu de Barberà de Sabadell, estudió teatro, música y danza en la escuela Memory de Barcelona. En 1998 hizo su primera incursión en el teatro profesional con la obra Bernadeta Xoc de Marga Puyo. Sus primeras apariciones en la televisión fueron en la serie Laura y Laberint d'ombres, ambas de TV3. En el año 2000 consiguió su primer personaje regular en la serie de sobremesa El cor de la ciutat de la televisión catalana autonómica, donde interpretó a Núria Vidal hasta 2005.
Mientras participaba en El cor, Olcina formó parte de diversos montajes teatrales. En el 2000 participó en la obra de teatro Terra Baixa, de Ángel Guimerà, dirigida por Ferran Madico en el Teatro Nacional de Cataluña. En 2002, bajo la dirección de Sergi Belbel, integró el elenco de Sábado, domingo, lunes de Eduardo de Filippo, también en el TNC. En el año 2006 interpretó a Catherine en Panorama desde el puente de Arthur Miller, dirigida por Rafel Duran en el TNC. También ese año participa en El Agresor de Thomas Jonigk, dirigida por Carme Portaceli en el Centro cultural Nave Ivanow de Barcelona. Entre 2007 y 2008 protagonizó Carta de una desconocida de Stefan Zweig junto a Emma Vilarasau, Ivana Miño y Marta Marco.
En 2008, tras haber participado en algunos cortos y películas, como Salvador o El legado, Olcina protagonizó la miniserie Artemisia Sánchez, que pudo verse en TV3 y en el canal italiano Rai. También en 2008, Carlota volvió a incorporarse a una de las series de sobremesa más longevas de la televisión, en este caso nacional, Amar en tiempos revueltos. Olcina interpretó a Teresa en la serie de Televisión española ambientada en la posguerra hasta 2012. En 2011 protagonizó Julieta y Romeo de William Shakespeare en el Teatro Coliseum de Barcelona y en el Teatro Español de Madrid junto a Marcel Borràs. En 2012 participa en la obra Nuestra Clase de Tadeusz Slobodzianek en el Teatro Fernán Gómez de Madrid. También ese año protagoniza Oleanna en el Teatro Borrás de Barcelona bajo la dirección de David Selvas.
Una vez finalizada su participación en Amar, estrenó la película El cuerpo, junto a Belén Rueda y Hugo Silva. En 2013 protagonizó la serie Gran reserva. El origen, junto a Pau Roca y Marta Torné entre otros. Tuvo un papel secundario de dos capítulos en la serie de televisión española Los misterios de Laura, donde interpretó a Alejandra. En 2014 estrenó las obras Mata'm de Manel Dueso, en la Sala Villarroel de Barcelona, y Pulmons de Ducan McMillan en la Sala Beckett y el Teatre Lliure, ambos de Barcelona.
En 2015 interpretó a Petra en la serie de sobremesa de televisión española Seis hermanas, en la que participó como personaje recurrente en más de 140 capítulos. En 2016 se incorporó a la segunda temporada de la serie de suspense de TV3 Nit i dia, interpretando a Clara, una joven abogada. En 2017 vuelve al canal catalán, esta vez como protagonista de la serie Merlí, donde interpretó a Silvana, la nueva profesora de historia del instituto.
A pesar de su aparición en series de mucha audiencia, Olcina ha podido compaginar su trabajo como actriz de televisión con el teatro. En los últimos años ha participado en obras muy aplaudidas por público y crítica como Dansa d'Agost de Brian Fiel, Incendios de Wajdi Mouawad, y L'habitació del costat de Sarah Ruhl.

## Filmografía

### Cine
- Mi dulce (2001), como Chica 1 - Dirigida por Jesús Mora Gama.
- El legado (2004), como Inés - Cortometraje. Dirigida por Jesús Monllaó.
- Salvador (2006), como Carme - Dirigida por Manuel Huerga.
- Olalla, the shortfilm (2006), como Olalla - Cortometraje. Dirigida por Menna Fité.
- El Cuerpo (2012), como Erica Ulloa - Dirigida por Oriol Paulo.
- Vírgenes (2014), como Lena - Cortometraje. Dirigida por Asier Aizpuru.
- La dignitat (2018), como Daniela - Cortometraje. Dirigida por David Gonzàlez.

### Televisión
| Año           | Serie                     | Personaje                | Canal          | Notas          |
| ------------- | ------------------------- | ------------------------ | -------------- | -------------- |
| 1998          | Laura                     | Silvia                   | TV3            | 1 episodio     |
| 1999          | Laberint d'ombres         | Judith                   | TV3            | 1 episodio     |
| 2000-2009     | El cor de la ciutat       | Núria Vidal              | TV3            | 1906 episodios |
| 2001          | Valèria                   | Olga                     | TV3            | TV Movie       |
| 2002          | El comisario              | Alejandra Rosón Espinosa | Telecinco      | 2 episodios    |
| 2007-2008     | Artemisia Sánchez         | Teresa                   | TV3            | 4 episodios    |
| 2008-2012     | Amar en tiempos revueltos | Teresa García Guerrero   | La 1           | 526 episodios  |
| 2013          | Gran Reserva. El origen   | Manuela Matute           | La 1           | 82 episodios   |
| 2014          | Los misterios de Laura    | Alexandra                | La 1           | 2 episodios    |
| 2015          | Seis hermanas             | Petra Fuentes Martínez   | La 1           | 147 episodios  |
| 2016          | Nit i Dia                 | Clara Salgado            | TV3            | 10 episodios   |
| 2017-2018     | Merlí                     | Silvana                  | TV3            | 13 episodios   |
| 2021-presente | Com si fos ahir           | Cristina                 | TV3            | ¿? episodios   |
| 2024          | La última noche en Tremor | Paula Valtierra          | Netflix        | 7 episodios    |
| 2025          | Los sin nombre            | Sara                     | Movistar Plus+ | 1 episodio     |

### Teatro
- Bernardeta Xoc, dirigida por Marga Puyo (1999).
- Terra Baixa, de Àngel Guimerà, dirigida por Ferrán Madico (2000).
- Dissabte, diumenge, dilluns, de Eduardo de Filippo, dirigida por Sergi Belbel (2002).
- Almenys no és Nadal, de Carles Alberola, dirigida por Tamzin Townsend (2003).
- Panorama des del pont, de Arthur Miller, dirigida por Rafel Duran (2006).
- L’agressor, de Thomas Jonigk, dirigida por Carme Portaceli (2006).
- Fairy, escrita y dirigida por Carme Portaceli (2007).
- Carta d’una desconeguda, de Stefan Zweig, dirigida por Fernando Bernués. (2007-2008).
- Què va pasar quan Nora va deixar el seu marit o Els pilars de les societats, de Elfriede Jelinek, dirigida por Carme Portaceli (2008).
- Romeo y Julieta de William Shakespeare, dirigida por Marc Martínez (2011).
- Nuestra Clase de Tadeusz Slobodzianek, dirigida por Carme Portaceli (2012).
- Oleanna de David Mamet, dirigida por David Selvas (2012).
- Mata'm escrita y dirigida por Manel Dueso (2014).
- Pulmons de Ducan McMillan, dirigida por Marilia Samper (2014-2015).
- Dansa d'Agost de Brian Fiel, dirigida por Ferran Utzet (2016).
- Incendios de Wajdi Mouawad, dirigida por Mario Gas (2016-2017).
- L'habitació del costat de Sarah Ruht y dirigida por Julio Manrique (2018).
- Classe de Iseult Golden y David Horan, dirigida por Pau Carrió (2021).

## Premios
- 2010: Premio Lesgaimad de televisión 2010, junto a Marina San José, por su papel de Teresa García en Amar en tiempos revueltos.[24]